# 契约论
契约论，又作契约主义，是一种对政治权力合法性的一种系统论证的政治哲学理论，其最基本的论点是国家的产生来自人与人之间或人民与统治者之间相互订立的契约。

## 概念渊源
契约论最早源自于古希腊智者学派，它描绘了一幅法律诞生之前的自然状态，为了走出自然状态进入文明社会，国家和法律就诞生了，统治的合法性建立在个体的同意和授权之上，政府的权力来源于自然权利的让渡。然而，对于契约的作用，智者派学者们观点各异甚至对立，普罗泰戈拉倾向于肯定契约的作用，安提丰等则对契约及其产物——人为法基本上采取否定的态度。他们对社会契约形成的论证不充分，并且对其作用的表述也不够明确。
苏格拉底是欧洲政治思想史上最早提出国家与公民之间的关系是契约关系的先驱之一，即使被民众无故判处死刑，朋友劝其越狱以自保，他却为维护法律契约的权威而甘愿赴死。但是，古希腊哲学家伊壁鸠鲁及其弟子亦即伊壁鸠鲁学派则是历史上最早从理论上深刻而系统地阐述了契约论思想。
伊壁鸠鲁借用和改造了德谟克利特的“原子”理论，认为国家与法律是契约的产物，其价值在于保障个人的自由和安全。伊壁鸠鲁学派和斯多葛派分别从人的特殊性和普遍性两个方面提出并论证了契约论。